# آدم ماكفي
آدم ماكفي (بالإنجليزية: Adam McPhee)‏ هو لاعب كرة قدم أسترالية أسترالي، ولد في 6 أكتوبر 1982 في ملبورن في أستراليا.

## وصلات خارجية
- آدم ماكفي على موقع AustralianFootball.com (الإنجليزية)
- آدم ماكفي على موقع AFLtables.com (الإنجليزية)